# Old Oswestry

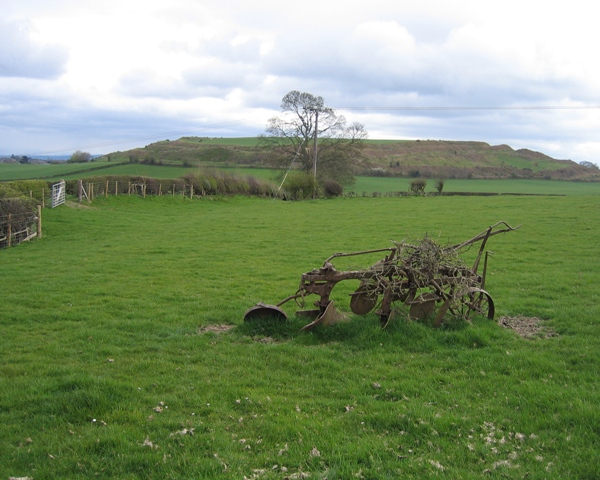
Wallburg Old Oswestry

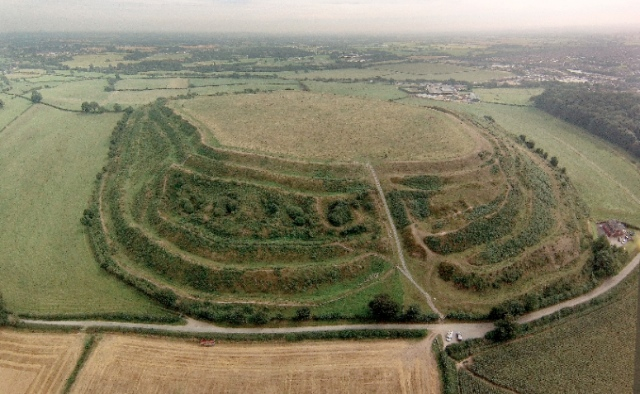
Wallburg Old Oswestry

Old Oswestry ist eine Wallburg aus der frühen Eisenzeit in den Welsh Marches beim Markt Oswestry im Nordwesten der englischen Grafschaft Shropshire. Sie gilt lt. Dr. Rachel Pope von der University of Liverpool als das „Stonehenge der Eisenzeit“. Laut English Heritage ist Old Oswestry eine der besterhaltenen Wallburgen im Vereinigten Königreich. Sie wurde im Tiefland erbaut, ist gut zugänglich und bietet einen beeindruckenden Panoramablick über den Norden von Wales und die englischen Grafschaften Cheshire und Shropshire.
Die Burg wird heute von English Heritage verwaltet und gilt als Scheduled Monument. Nachdem die Wallburg aufgegeben worden war, wurde sie in den Wat’s Dyke integriert, von dem zwei Abschnitte an die Burg anschließen.

## Wallburg aus der Eisenzeit
Sie war zwischen dem 8. Jahrhundert vor Chr. und der römischen Eroberung Britanniens vom Stamm der Kornen oder vom Stamm der Ordivice besetzt.

## Verschiedene Bauphasen
Die Komplexität der Verteidigungseinrichtungen weist auf verschiedene Entwicklungsphasen hin. Auf dem Gelände standen ursprünglich einige nicht näher definierte Rundhütten. Ein Areal von 52.000 m² wurde dann mit einem doppelten Wall mit Burggraben eingefriedet. Im Osten und Westen wurden dann Eingänge geschaffen, indem der innere Wall dort geöffnet und die Enden einwärts gebogen wurden, um einen beeindruckenderen Torweg zu schaffen. Diese Verteidigungseinrichtungen wurden später erneuert und das Fort an allen Seiten mit Ausnahme der Südostseite, an der ein steiler Hang weitere Befestigungen unnötig machte, mit einem dritten Wall versehen. Der westliche Eingang wurde dann durch Anlage ungewöhnlicher, rechteckiger Rinnen, die durch Grate getrennt und mit Außenwerken geschützt waren, umgebaut. Schließlich wurden zwei weitere Wälle und Gräben um die Anlage gezogen und ein flankierender Wall am Osteingang angelegt.
Obwohl Old Oswestry eine der am stärksten verteidigten Wallburgen in Britannien war, gibt es keinen Beweis dafür, dass römische Legionen jemals versucht hätten, sie zu belagern.
Im Ersten Weltkrieg diente die Wallburg als Trainingsgelände für kanadische Truppen. Viele der großen Gruben und Gräben, die man auf Luftaufnahmen sehen kann, stammen von diesen militärischen Aktivitäten.